# 自閉症

自閉症スペクトラム障害図

本来（少なくとも1960年代後半ごろまで）の「自閉症」という言葉は統合失調症患者の根本的特徴を示す状態だったが、1940年代にボルティモアのレオ・カナー（Leo Kanner）という医師が幼児に似た症例を報告し、こちらも自閉症（じへいしょう、英語: Autism）と呼ばれるようになり、現在では単に「自閉症」と称するとこちらを指すため、本項では基本的にカナーの報告した症例について説明する。
この症候群は、社会性の障害や他者とのコミュニケーション能力に障害・困難が生じたり、こだわりが強いといった特徴を持ち、多くが精神遅滞を伴うもので、その後「自閉症」はこちらを指すことが多くなり、DSM-IVでは広汎性発達障害（PDD）の分類でも、これを従来型自閉症とか古典的自閉症と呼ばれる。この分類の中で別の概念を紹介すると、幼少期に発症したものは小児期崩壊性障害とされ、もう少し症状が軽い状態ではアスペルガー症候群が含まれている。（特に区別する場合早期幼児自閉症、小児自閉症、カナー自閉症と呼ばれることも。）
世界的には自閉症を持つ人は2,170万人ほど（2013年）。世界において、1000人あたり約1人から2人が自閉症を持っているとされ、また男子には女子の5倍以上多い。

## 定義
自閉症の基本的特徴は、3歳位までに表れる。以下の3つを主な特徴とする行動的症候群である。
1. 対人相互反応の質的な障害
2. 意思伝達の著しい異常またはその発達の障害
3. 活動と興味の範囲の著しい限局性

世界保健機関によるICD-10では、広汎性発達障害 (pervasive developmental disorders, PDD) に位置づけられている。アメリカ精神医学会によるDSM-IVでは同様にPDDに位置づけられていたが、その後のDSM-5では神経発達症群のひとつで自閉症スペクトラム障害のサブタイプとされる。
2008年3月までは、学校教育法上、情緒障害に包括されていた。同年4月以降は、「自閉症・情緒障害特別支援学級」と変更されている。
1980年のDSM-IVに、広汎性発達障害にアスペルガー障害が追加されたことによって、自閉症の概念の中に、より正常な場合と区別のつきにくい状態が含まれ変化が起きた。これらはDSM-5によって、自閉症スペクトラム障害の診断名の元に包括的となったため、広義に自閉症と言う時の範囲は広くなった。
本項では、狭義のDSM-IVにおける自閉性障害を扱い、広義については自閉症スペクトラム障害を参照。

## 症状
言語の発達の遅れ、対人面での感情的な交流の困難さ、あるいは全くの無関心、反復的な行動を繰り返す、行動様式や興味の対象が極端に狭い、常同的に奇声を発する、手をひらひら動かす、極度の自己中心的思考になる、物を列や幾何学的に整然と配置する、被害妄想を持つ、ストレスによる他害行為などの様々な特徴がある。
なお、自閉症の症状は人によってかなり異なり、以上の特徴が当てはまらない場合もある。
長期に渡り社会的相互作用に障害を抱えている。社会的コミュニケーションの不可能状態が続いている。

### DSMの診断基準
DSMの診断基準に挙げられている症状は次の通り。
- コミュニケーションにおける質的な障害
  - 視線の相対・顔の表情・体の姿勢・身振り等、非言語行動がうまく使えない。
    - 例：会話をしていても目線が合わない。叱られているのに、笑っている。

  - 発達の水準にふさわしい仲間関係が作れない。
  - 興味のあるものを見せたり指さしたりする等、楽しみ・興味・成果を他人と自発的に共有しようとしない。
  - 対人的または情緒的な相互性に欠ける。
    - 例：初対面の人に対する無関心。
- 意思伝達の質的な障害
  - 話し言葉の発達に遅れがある。または全く話し言葉がない。
    - 例：クレーン現象[注釈 1]

  - 言語能力があっても、他人と会話をし続けることが難しい。
    - 例：一問一答の会話になってしまう。長文で会話ができない。

  - 同じ言葉をいつも繰り返し発したり、独特な言葉を発したりする。
    - 例：人と会話をする際に同じ返事や会話を何度もする。

  - 発達の水準にふさわしい、変化に富んだ『ごっこ遊び』や社会性を持った『物まね遊び』ができない。
- 限定され、いつも同じような形で繰り返される行動・興味・活動（いわゆる「こだわり」）
  - 非常に強く、常に繰り返される決められた形の一つ（もしくはいくつか）の興味にだけ熱中する。
    - 例：特定の物、行動などに対する強い執着心。

  - 特定の機能的でない習慣・儀式にかたくなにこだわる。
    - 例：物を規則正しく並べる行動[注釈 2]。
    - 例：水道の蛇口を何度も開け閉めする行動。

  - 常同的で反復的な衒奇（げんき）的運動物体の一部に持続的に熱中する。
    - 例：おもちゃや本物の自動車の車輪・理髪店の回転塔・換気扇など、回転するものへの強い興味。
    - 例：手をヒラヒラする。体を前後に揺らす。

### 繰り返し行動

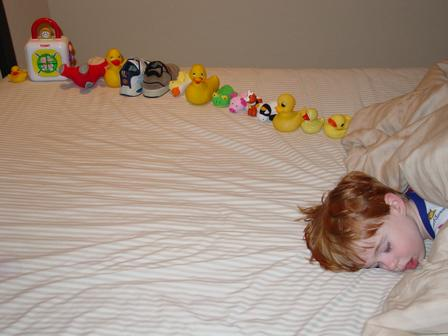
玩具を一直線に並べた自閉症児

自閉症者は様々な繰り返し行動、限定的行動を持っており、反復的行動尺度修正版（Repetitive Behavior Scale-Revised ,RBS-R）によるカテゴリーには以下がある。
- 常同症（Stereotypy）。手を叩く、首振り、体振りなどの反復運動。
- 強迫行為。モノの並び・積み上げがルールで一意であることにこだわるなど。
- 同一性。変化に対する抵抗。たとえば家具を動かすことに抵抗・拒否する。
- 儀式的行動。特定の機能的でない習慣や儀式。日常生活における不変パターン。たとえばメニューや服が決まっている。盛られたご飯を2つに分割して食べる。
- 限定された行動。方向性・興味・活動について、たとえば単一のテレビ番組、玩具、ゲームなどに没頭する。
- 自傷。目潰し、肌引っ掻き、手を噛む、ヘッドバンギングなどの傷つけるような行為[8]。

### その他の特徴
- 数字や風景など、特定のものに対する高い記憶能力。
- 音、光、におい、触覚に対する強い不快感（感覚過敏）。
- カナーの10人に1人の割合で、カレンダーも見ずに過去・未来の特定の日の曜日を瞬時に答えるカレンダー計算の能力が現れる。驚異的な記憶力を有する場合もある（サヴァン症候群）。

### 視覚の優位性
自閉症児者は、耳で聞くよりも眼で見るほうが認識しやすいという視覚優位の特性がある。このため、自閉症児に注意を与える時は紙などに書いて見せると効果があるとされる。

### 心の理論
心の理論とは、「自己と他者の識別、自分や他者の心の動きを推測する能力」のことであり、自閉症者はこの「心の理論」において障害があるため、相互の人間関係に疎い、会話やその場の雰囲気を理解できない、冗談を冗談と受け止めず真に受けてしまう、言外の意味を捉えられないなど、対人関係に問題を生じやすい。
これは知的障害がない高機能自閉症においてもあてはまり、やはり対人関係に問題を生じるケースがある。
また、他人のすることを自分の立場に置き換えられずにそのまま真似するため、手のひらを自分側に向けてバイバイする。言語においても同様に相手の言葉を自分に置き換えて返答することが苦手で自分のことを「あなた」などの二人称で、相手のことを「わたし」などの一人称で呼んだりすることや、自分に対して「〜してあげようか」と聞かれると「〜してあげたい」等と返答するなど、オウム返しなどの現象が見られる。
心の理論の能力を調べる検査として、「サリーとアン課題」などがある。

### 時間の概念形成の未発達
他の例として、時間の「概念」が希薄な場合もある。時計で時間が分かるような自閉症児者のなかには、時間に強迫的になり、全ての事柄がまさにその定められていた瞬間に起こることを要求する例が見られる。
- 例：「5分待っていて」と約束したとき
  - 少し遅れただけでも、6分17秒も待たせたと被害感をもつ。
  - 4分20秒で戻れば、まだ5分たっていないと言って待ち続ける。

このような症状がある場合でも施設が利用できるよう、ウォルト・ディズニー・ワールド・リゾートでは、提示すると待ち時間をゼロにするホワイトカードと呼ばれるサービスがある。このように、比較的認知された症状である。

### 日常生活における困難
当事者が普段の生活で気になったり困ったりする事項として、次のようなことが挙げられる。
- 同一性が保持されない。
  - 例：本棚の本が巻数ごとにきちんと並んでいない（一見乱雑でも、本人のこだわりとして寸分違わず配置していることもある）。
  - 例：同じ時間にくる電車・バスでも、形式、塗色、内装などが異なる（細部であっても許容できない場合もある）。
- 未経験、予想外の状況、急な予定変更（特に本人にとって不都合な事態が生じた場合）。
  - 例：学校などで行事のため、普段と日課が変わってしまった。
  - 例：楽しみにしていた行事が、突然中止になった。
  - 例：気に入っていたおもちゃなどが、紛失・破損してしまった。
- 本人のこだわりが、内的要因、外的要因を問わず、できなくなってしまう。
  - 例：周囲の人が本人のこだわりによる行為と理解しておらず、その行為をやめさせてしまう。

同一性のなさや、先の見通しが立たないこと、自分のやりたいこと（特にこだわり）が実現できないことに対して、非常に不安やストレスを感じる場合が多く、そういったことに対するストレス耐性は強くない人が多い。
ストレスが過度に高まった状態で、さらにストレスを増加させる事態（普段は本人も気にしないような日常の些細な出来事でも）に遭遇すると、それをきっかけに突然奇声を上げるなどのパニック行為や、自傷行為や他害行為を行うこともある。ストレスの原因が取り除かれるか、またはパニック行為が終わった後は、普段の状態に戻るが、情緒の不安定さはしばらく続くこともある。
しかし、事前に連絡を受けていたり、詳しい内容を把握できていたりすれば、たいていのことは納得して受け入れることが多い。

## 原因
自閉症有病率の増加要素
- 兄弟の自閉症者
- 中枢神経系の奇形・機能不全に関連する先天性欠損症（脳性麻痺を含む）
- 在胎週数が35未満週間
- 親の精神病（統合失調症のような）、または情動障害
- 妊娠中のバルプロ酸ナトリウムの使用
- 知的障害
- 新生児脳症、てんかん性脳症（乳児痙攣を含む）
- ダウン症候群などの染色体障害
- 脆弱X症候群などの遺伝性疾患
- 筋ジストロフィー
- 神経線維腫症
- 結節硬化症

現在では先天的な要因が大きいとされており、多くの遺伝的因子が関与すると考えられている。双子研究によると、遺伝率は自閉症で0.7、自閉症スペクトラム（ASD）で0.9であり、自閉症児の兄弟は一般の集団よりも約25倍自閉症になりやすい。しかし、自閉症リスクを増加させる変異のほとんどは同定されていない。

### 父親の高齢との関連
なお近年の米国の研究で、父親が中高年のときに授かった子供である場合に新生児が自閉症になりやすいという知見がある。同研究によると、父親が40歳以上の新生児は、自閉症や関連の症例が30歳未満の父親の場合の約6倍で、30 - 39歳の父親と比較すると1.5倍以上であったとされている。一方、母親については、年齢が高い場合でも多少の影響を及ぼす可能性は排除できないものの、子供の自閉症に与える有意な影響は認められなかった。これらの研究では、得られた知見が社会的に晩婚になる男性の遺伝子特性であるのか、遺伝的個人差を問わず加齢が精子に及ぼした影響であるのかは、明らかにされていない。

### 薬物との関連
バルプロ酸ナトリウム(VPA)を妊娠中に使用することは、母体のてんかんを考慮しても、子孫が自閉症や自閉症スペクトラムになるリスクを増加させる。抗うつ薬、特にSSRIを妊娠中に使用することは、母体のうつ病を考慮しても、子供が自閉症スペクトラムになるリスクを増大させる。
非吸収性抗生物質の投与が、幼児自閉症の発症と増悪に関連があるのではないかという仮説が立てられ、仮設が実証されている。腸内細菌または腸内細菌由来の物質が腸管バリアや血液脳関門を通過して自閉症の病態に影響を与えている可能性が考えられている。

#### 基礎研究
胎児期にバルプロ酸ナトリウム(VPA)曝露した第一世代(F1)マウスは、自閉症様の障害を示す。「雄のF1マウス」と「雌の自然マウス」を交配させ、第二世代(F2)マウスを生産する。同様に、「雄のF2マウス」と「雌の自然マウス」を交配させ、第三世代(F3)マウスを生産する。マウスにおける自閉症様の障害は、F2とF3に認められる。身体的な催奇性は、F1マウスのみに認められ、F2以降の世代には認められない。

### ミクログリア仮説
幼少期の一過性の脳体積増加
東京大学大学院の研究では、自閉症スペクトラム者に特徴的な幼少期の一過性の脳体積増加がニューロン以外のグリア細胞などの組織増加であることが間接的に示された。脳体積が正常化する成人期にかけては定型発達者と変わらないレベルになることも示された。幼少期にグリア細胞の一過性増加を引き起こす炎症の様な反応が自閉症の原因に関わることを支持している。出生直後の脳体積は健常群よりも小さかった。

### 内因性カンナビノイド仮説
出生前のバルプロ酸ナトリウム曝露が脳内の内因性カンナビノイド系の変化に関連していた。カンナビノイド1受容体の変化やアナンダミド活性の異常など、内因性カンナビノイドの機能不全がASD行動の原因とする仮説を支持している。

### 腸内細菌仮説
自閉症児と健康児の腸内細菌を比較するとクロストリジウム属の細菌が平均して10倍程度多い状況が報告されている。乳幼児時に多種多量の抗生物質を投与され腸内細菌の組成が破壊され、クロストリジウム属の増殖とともに自閉症に至った例が紹介されている。幼い脳にダメージを与えるクロストリジウム属の神経毒素が原因であると指摘している。
病原性クロストリジウム属菌は、(Shaw 2010)によって、自閉症をもつ小児の尿より本属が作り出す物質3-(3-ヒドロキシフェニル)-3-ヒドロキシプロパン酸(略称：HPHPA) が高濃度で検出される報告がなされ、カビ毒の向神経作用が注目された。
フィンランドの調査で、腸内フローラが自閉症を予防する効果がある可能性が示唆されている。

### 遺伝子の影響
フランス・パスツール研究所の研究チームが、フランス国立科学研究センターおよびスウェーデン・ヨーテボリ大学と行った共同研究では、自閉症者の脳内で遺伝子「シャンク3 (SHANK3)」に異常があることが指摘されている。ただし、研究チームからはシャンク3で自閉症の全ての症状を説明できるわけではないと警告が発せられており、主要な社会的障害についてある程度説明ができるかもしれないと述べるにとどまっている。また、ヒトの自閉症患者から見つかったシナプスタンパク質ニューロリギンの遺伝子変異を導入したマウスで自閉症症状が引き起こされることが確認されており、この発見からシナプス異常と自閉症との関連が注目されている。日本でも理化学研究所の研究チームが、神経細胞の生存や分化に重要な神経栄養因子の分泌を調節する遺伝子（CAPS2遺伝子）の異常が、自閉症の発症メカニズムに関係しているとの研究成果を発表している。

### ミラーニューロン仮説
他者の動作を観察している際に自分が動いている時と同じように反応するミラーニューロンの活動低下の影響を指摘する説も存在する。カリフォルニア大学のV・S・ラマチャンドランとL・M・オバーマン (Lindsay M. Oberman) らのグループ、スコットランドのセントアンドリューズ大学のホイッテン (Andrew Whitten) らのグループは、ほぼ同じ時期に、対人スキルや共感の欠如、言語障害、模倣が上手くできない等の自閉症の特徴は、すべてミラーニューロンの機能不全と同じ特徴を持つとの説を発表した。ヘパラン硫酸の関与を指摘する説もあるが、原因として確定的であるという段階にまでは至っていない。

### 俗説と謬説

#### 母原病説
未だに、自閉症は虐待や過保護が原因である「母原病」であるとの認識は一部に根強いが、それは明確に否定されている。そもそもレオ・カナー自身自閉症児を統合失調がごく幼少期に発現したものと考えており、「自閉症」という言葉も統合失調の無為自閉からきている。なかでも、自閉症研究者として名が知られていたブルーノ・ベッテルハイムが「冷蔵庫マザー」説をたたえ『虚ろな砦』等の著作も広く読まれたこともあって、これらの説が広く社会一般に信じられたばかりか、自閉症児を持つ母親を孤立させ、かえって対策を妨げる結果になったという悪影響も指摘されている。
日本でも、七田眞や岩佐京子らによって「テレビの見せすぎが自閉症の原因」などの環境原因説が流行し、同様に自閉症児を持つ母親を孤立させる弊害を生んだ（岩佐はのちに自説を一部撤回）が、2004年 - 2005年前後にかけて日本大学教授森昭雄が自閉症を持つ子供たちを「おかしい子供」の一言で表現したことなどと発言しており、この手の説は現在も日本で流布されていることがある。
現在では、ごく一部の学者を除いて、自閉症の発症に育て方はほとんど関わっていないとする見解が多数である。幼少期に発症した場合は、小児期崩壊性障害として区別される。

#### 重金属（水銀）
水銀などの重金属の蓄積が原因だとする説も広く流布されている。水銀を原因とする考え方から、水銀を除去するキレーション療法が提唱されたことがあるが、有効性は疑問であり、英国国立医療技術評価機構は、キレーション療法の禁止勧告を出している。チメロサールは、ワクチンや食品などに含まれていることから、アメリカ合衆国で議論となっている。

#### MMRワクチン説
「MMRワクチンが自閉症の原因である」とする、アンドリュー・ウェイクフィールドの論文をベースにしているが、この論文にはデータに捏造があったことが発覚し、掲載した『ランセット』は、2010年2月2日にこの論文を撤回した。
なお、イタリアでは、MMRワクチンへの噂から信頼性が低下し、予防接種を受ける子供の数が減った結果、麻疹患者が3倍になるという余波も生じた。

## 疫学
統計的には国際的に増加傾向にある。ただし自閉症が実際に増加しているのではなく、疾患が世の中に認知されるにつれ、従来診断されなかった軽度のものも含まれるようになってきているからと考えられている。
有病率は、カナダにて0.68%、デンマークにて0.45%、フランスで0.67%、ノルウェーで0.21-0.87%（ASD）とされている。日本では1000人に1 - 3人の割合で生じているが、どこまでを自閉症の範囲とするかによって発生率は大きく違う。男性と女性の比率は4 : 1程度と言われている。
しかし、この障害を持つ女子は、より重度の精神遅滞を示す傾向がある（典型的自閉症ではない）。X染色体の異常に起因する脆弱X症候群による説明の可能性が考慮される。
また、自閉症の女性には男性とは違う特徴があり、多岐に渡る症状・主訴に惑わされる重ね着症候群の様相を呈するために心身症や統合失調症と誤診される場合も多い。
日本自閉症協会によると現在日本国内に推定36万人（重度自閉、義務教育に支障がある程度の障害、暗数が少ない）の自閉症者がいる。これはアメリカの1万人に5人程度とされるカナー型自閉症発生率と比べても極めて高い。知的障害や言語障害を伴わない高機能自閉症など含めると120万人いるといわれている。
DSM-IV発表前の米国の自閉症発生率は2000人から5000人に1人だったが、DSM-IVで自閉症にアスペルガー障害が加えられて以降、20倍から40倍に増加している。DSM-IVのアレン・フランセス編纂委員長は「米国で88人に1人、韓国では38人に1人が自閉症と診断されるようになった」と述べている。米国では、自閉症と診断されると教育面で優遇されるなどの社会的背景があり、診断数の増加につながっているとの見方もある。フランセスは、「精神科の診断を、法医学的判断、障害判断、学校の判断、養子縁組の判断などから切り離すべきだと思います。精神科の診断は意思決定の一部であるべきであって、唯一の決定要因ではありません」と強調している。
発達心理学者のサイモン・バロン＝コーエンは、著書『共感する女脳、システム化する男脳』にて、自閉症は極端な「男性型の脳」であるとの見解を述べている。この考えを最初に提唱したのは、アスペルガー症候群の生みの親ハンス・アスペルガーであることも紹介している。実際に自閉症の患者の80%は男性であるとされる。ただし、サイモンは「性別による自閉症出現率の違いをそれほど重大な要件とはみなしていない」と明記している。

## 診断
医学的にはDSM-IV（アメリカ精神医学会）かICD-10（世界保健機構）の診断基準により診断される。なお、知的障害の有無は診断に関係ないが、ICDの基準ではその4分の3に重度の知的障害があるとされる。
英国国立医療技術評価機構（NICE）は、自閉症が疑われ、重い学習障害のない成人のアセスメントには、自閉症スペクトラム指数テストを10質問（AQ-10）を検討し、もしスコアが6点以上の場合は包括的な自閉症アセスメントを行うとしている。包括的な自閉症アセスメントは、訓練を受けた技能を有する専門科によってなされるべきである。ツールだけを用いて診断を行ってはならない。

### 鑑別診断
以下の鑑別疾患を除外する。
- 神経発達症： 特定言語遅延または障害 / 知的障害または全般性発育遅延 / 協調運動障害（DCD）
- 精神障害：注意欠陥・多動性障害（ADHD）/ 気分障害 /不安障害 / 愛着障害 / 反抗挑戦性障害（ODD）/ 行為障害（CD）/ 強迫性障害（OCD）/ 精神病（統合失調症等）
- 発達退行：レット症候群 / てんかん性脳症
- その他：重度聴覚障害 / 重度視覚障害 / 呵責 / 場面緘黙症

自閉症は、注意欠陥・多動性障害 (ADHD) や学習障害 (LD) などと合併する場合がある。知的障害は「高機能」を冠さないあらゆる自閉症において診断の必須要素として具備される障害である。まれにダウン症と合併する例もある。
なお統合失調症と診断されている人達のうち、もともと高機能広汎性発達障害であって不適応のため状態が悪化しており単に統合失調症と誤診されている事例が多くある。（杉山登志郎の著書にこれらに関する記載がある。）

### 合併症
合併症と認定されるうち8割は知的障害を伴うカナータイプだと言われてる。
自閉傾向もさらに悪化している。
注意欠陥多動性障害や学習障害などを伴うケースは自閉症障害だと認定される。
まれにダウン症も見られる。
自閉症障害と認定では療育手帳B1(中等度)の取得もできる。カナータイプではB1またはA(重度または最重度)である。
高機能自閉症に関しては精神障害者保健福祉手帳3級の取得も可能であり、療育手帳の認定ではB2(軽度)程度である。
なおアスペルガー症候群では、自閉症と該当されないため療育手帳の交付対象にはならないよう。

### 分類
自閉症は広汎性発達障害（PDD）グループの5疾患のうちの一つである。
自閉症は症例が多彩であり、健常者から重度自閉症者までの間にははっきりとした境界はなく、虹のように境界が曖昧であるため、その多様性・連続性を表した概念図を自閉症スペクトラム障害や自閉症スペクトラム障害（英: Autistic Spectrum Disorders）などと呼ぶ。
知的障害を伴う場合が多いが、知的能力（一般的にIQで判断される）が低くない自閉症のことを高機能自閉症と呼ぶことがある。なお、「高機能自閉症」と「アスペルガー症候群」、「低機能自閉症」と「カナー症候群」は基本的には類似しており、臨床的には区別がつきにくい場合が多い（DSM-IV、ICD-10では言語障害がないものをアスペルガー症候群、言語障害があるものを自閉性障害、小児自閉症（カナー症候群）と分類する）。本記事では同一のものとして扱う。

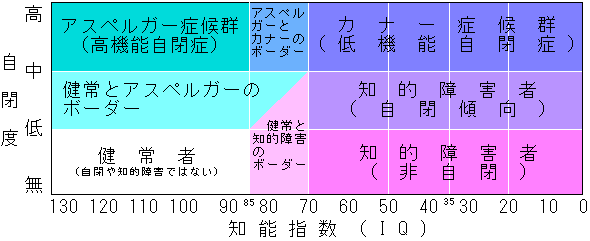
自閉スペクトラム概念。この図は、自閉度と知能指数の2つの要素をもとに自閉スペクトラムを表した分類図である。DSM-5を受けて新たな分類図も公表されている。

自閉症とアスペルガーの比較

自閉症スペクトラム障害のうち、認知機能が高い場合（一般的にはIQ70以上とされる）を高機能自閉症（知的遅れのないカナータイプ）、略称は、HAまたはHFA）と呼ぶことがある。「高機能」というのは知能指数が高いという意味であるが、平均的な健常者より高いとは限らず、知的障害との境界域の場合もあれば、一部平均的な健常者をはるかに上回る場合もある。1980年代以降、急速に認知されてきた。
また定義的には高機能自閉症に当てはまるが自覚がない人も多く、無自覚な高機能自閉症対象者には個人の生まれ持った性格と認識されることも多い。
とりわけ、言語性の発達の部分で、当人の生育歴や言語性・動作性知能検査などで未解明・判断不能の場合は、アスペルガー症候群との線引きができない場合もあり、両者をひとくくりにして、「高機能広汎性発達障害」、あるいは「知的障害のない自閉症スペクトラム障害」の状態にあるという見立て（あるいは、スペクトラム上のアスペルガー寄りないしは高機能自閉症寄りという判断のいずれかとされるケースと、スペクトラム上の高機能自閉症とアスペルガーの間のいずれかの位置にいることは相違ないが、明確に位置が判断できない、という判断）がなされることがある。
自閉症と診断されるうち、高機能自閉症は100万人前後、もしくは100人に1人いる程度で全体の半数以上を占める。大多数は男性を占める。知的障害を伴う方はカナータイプで、30万人を超えるとも言われている。言語障害や肢体不自由などを伴う割合がとても多い。多くは30歳未満で生活習慣病を引き起こす。
カナーは乱暴性があり、他人を噛み付いたりや叩いたり（他傷行為）、騒がしいのも特有である。また、識字力などの低下傾向が見られる。言語発達に関して極端に遅れがあり、言語すら発しないことが多い。小児期に身体障害（最悪の場合も寝たきりも）を伴う場合も多く、健康診断に異常があることが非常に多く、健康寿命などに大きく影響を与える。食べ物に関しては嗜好の偏りがよく見られ、嫌いなものに関しては全く口にしない場合も。免疫力が低下していることもあり、伝染病にかかることも多い。場合によっては強度行動障害や障害者医療割引などの支援もできる。3人に1人以上は重度（最重度を含む）にあてはまり、突然のことで急にパニック（自傷行為）を引き起こすなどケアをするのが困難な場合が多い。大きな音が嫌いな場合が多く見られ、イヤーマフや耳栓を日常的に着用している場合も。合併症とはして知られる中でも、痙攣やてんかんなどを伴うことが非常に多いとされる。未成年のうちで精神状態などの理由で繰り返し入院をさせられる例や、交通事故の死傷率も異常に高い（危険が全くわからない場合も想定される）。だっこされて嫌がることも多く、こだわり面も非常に強い。自閉症と知られる中でも非常に自閉傾向が強いと知られてる。状態悪化や重い自閉症とも呼ばれている。いずれも精神科などに通うのが必要になる。
高機能自閉症は特徴面が違って文字や記号などに異様に反応し、一定のものに関して優れた発揮能力がある。人と接するのは困難とみられるが、メールのやり取りなどは可能である場合もある。自分の思い通りにいかなければ、批判性が高い話し方をする。それらの特徴もあてはまる。症状は比較的軽い方で、軽度自閉症と呼ばれる場合も多い。マニュアルで知られ、ごく一般的で、障害者雇用でも多く雇われてる。実際は3歳児以前から言語に遅れ(表情もおかしい場合も)がみられ、ほかにも言動が尊大に見られる。ドッジボールやごっこ遊びなどで人と触れ合うのが著しく困難になることもみられたり、自分が興味のないことにはすぐに飽きてしまったり、方言を喋るのが困難になることも幅広く知られている。独特の特徴面があることから、療育手帳(B2)も10年以上前から比較的に普及しているほうである。障害基礎年金（2級）の申請も比較的に認められやすい。
一方、折れ線型自閉症は、成長の途中で言語の退行が起きるもので、成長曲線が折れ線状に右下がりになることから名付けられた。自閉症の1/3が該当すると言われている。0 - 1歳の頃に徴候が表れ、2歳を迎える頃にはっきりと症状が表面に出るケースが多いが、一時的な赤ちゃん返りと間違えられたり、他の子より少し後れているだけだと考えられたりして、発見が遅れる場合もある。また、小児期崩壊性障害は退行という点で似ているが、人に対する愛情表現が豊かでかわいがってもらえるなど、一般的な自閉症とは異なる。

## 検査
- 言語検査
  - イリノイ式言語学習能力診断検査 (ITPA)
  - 絵画語い発達検査 (PVT)
  - 国リハ式〈S-S法〉言語発達遅滞検査
- 行動検査
  - ブラゼルトン新生児行動評価法 (Brazelton Neonatal Behavioral Assessment Scale; BNBAS)
- 発達検査
  - 乳幼児発達スケール
  - 遠城寺式乳幼児分析的発達検査
  - 津守式乳幼児精神発達診断法
  - TK式幼児発達検査
  - 改訂新版幼児総合発達診断検査
  - 改訂日本版デンバー式発達スクリーニング検査
  - 早期発達診断検査
  - 新訂版自閉児・発達障害児教育診断検査
  - 新版K式発達検査
  - 日本版ミラー幼児スクリーニング検査
- 絵画検査
  - DAP（人物画）
- 成人を対象とした評価ツール
  - Autism Diagnostic Observation Schedule - Generic (ADOS-G) [56]
  - Adult Asperger Assessment (AAA) [56]
  - Autism Diagnostic Interview - Revised (ADI-R) [56]
  - Asperger Syndrome (and high-functioning autism) Diagnostic Interview (ASDI) [56]
  - Ritvo Autism Asperger Diagnostic Scale - Revised (RAADS-R) [56]

### 自閉症スペクトラム指数
自閉症スペクトラム指数(AQ)とは、自閉度（自閉症傾向）を測る指標の一種。正常知能の成人を対象にしており、自己回答方式で、自分の「自閉症傾向」を測ることができる。
AQは自閉症傾向のスクリーニング用ツール、つまり、自閉かどうか診断する前の、おおまかなふるい分け用のツールなので、AQだけで自閉症であるかどうかの診断はできない。
- AQ測定による調査でわかったこと
  - 社会人や大学生の中にも、少数だがAQ上でAS/HFA群と同じ程度の高得点を示す人がいる。
  - 自閉症の診断を受けていない人にも、自閉症的な傾向を持つ人がいる。
  - AQで測定される自閉スペクトラム傾向にはかなりの個人差がある。
  - 今後自閉症症状のメカニズムを解明する上で、アナログ研究的アプローチが可能である。
  - コントロール群の平均スコアは16.4 (♂ - 17、♀ - 15)[60]。

- 自閉症スペクトラム指数のカット・オフ点
  - 自閉スペクトラム指数で高得点（33点以上）をとった学生12名を診断したところ、12名中7名が自閉性障害またはアスペルガー障害の診断基準にあてはまった（ただし、生育史が不明であることと、現在不適応を起こしていないため、自閉性障害とは診断されていない）。
  - 自閉症スペクトラム指数33点以上には成人のアスペルガー症候群・高機能自閉症者群の9割近く (87.8%) が含まれるのに対し、健常群で33点以上をとるのはわずかに3%弱であることから、自閉スペクトラム指数のカット・オフ点（健常者と自閉症の識別点）は33点と決定された[61]。
  - アスペルガー症候群の診断スクリーニングとして使用する場合、スコア26以下で有効に除外可能であることが示唆される[62]。

- 自閉症の極端男性脳理論
  - サイモン・バロン＝コーエンは、自閉スペクトラム指数の調査結果から、「自閉症の極端男性脳理論」を提唱した[63][64]。

## 治療
現在治療法は存在しないが、回復した児童のケースが報告されてはいる。早期の会話・行動介入は、自閉症を持つ児童のセルフケアや社会的・コミュニケーションスキルの助けとなるであろう。自閉症の児童は成人に達したのち、独立して生活することに成功しているケースは多くないが、しかしIQが70以上では一部ではうまくやることができる例も増加する。カナータイプ、典型的自閉症はその多くが要介護で自立できるのはごくわずかである。自閉症における社会的文化が存在し、一部の人々はケアを求めるべきだとしているが、一方で自閉症は個性と受け止めるべきであり障害として治療すべきではないと主張している人々もいる。
NICEは自閉症を持つ児童青年に対し、いかなる文脈においてもセクレチン療法、キレーション療法、高気圧酸素治療などによる治療を試みてはならないとしている。
自閉症の中核症状である社会性の問題は、集中的な行動介入によく反応し鍛えることが可能であることが実証されているが、薬としては見つかっておらず、社会的動機と社会的認知を高めるような向社会的化合物（Prosocial Compounds）として、オキシトシンとバソプレッシンは注目されている。

### 心理社会的療法
療法として、代表的なものをあげると、応用行動分析（Applied Behavior Analysis、略してABA)、TEACCH、言語聴覚療法、ソーシャルスキルトレーニング、作業療法、フロアタイム等いろいろとがあるが、応用行動分析(ABA)が化学的にもっとも効果的な療法と証明されており、世界中から注目されている。海外（主にアメリカ、イギリス）では応用行動分析(ABA)の資格、認定行動分析士(BCBA)になるための専門的な授業、試験を設けており、資格保有者のもとで運営されている自閉症児療育機関が多い。
「TEACCH (Treatment and Education of Autistic and related Communication handicapped CHildren)」「ソーシャルスキルトレーニング」などの各種プログラムなどによって、健常者に近い社会生活が送れるようになる場合もあるが、これらのプログラムは本人の社会生活における困難を軽減するものであって、根本的な原因が治癒したわけではないとされる。また、「デンバー治療モデル」や「グリーンスパン・モデル (DIR)」なども有効であるとされる。
ミラーリング（自閉症児との遊び方として知られている、いわゆる模倣）を行って自閉症児に対することで、衒奇的運動が一時的に消えるという事例の報告がある。これも（もし多くの自閉症児に効果があるとしても）根本的な治癒ではないものの、コミュニケーションの向上につながる可能性が指摘されている。
自助グループ、支援グループへの参加も奨励される。
なお、副次的な症状として社交不安障害などの不安障害やうつ病を併発することもあり、その際には主症状に取り組み社会性の向上を目指す上記の治療法やプログラムと、副次的な症状（不安や抑うつ）の軽減を目的とする認知行動療法（「社交不安障害#治療」・「不安障害#治療」・「うつ病#認知行動療法」も参照）を併用する。

### 薬物療法
「小児期の自閉症スペクトラム障害に伴う易刺激性」への適応承認を有する医薬品はあるものの、治療や症状の緩和として正式に承認された医薬品は存在しない。英国国立医療技術評価機構（NICE）は自閉症の中核症状の管理について、抗精神病薬、抗うつ薬、抗痙攣薬を用いてはならないとしている。
ピモジド（オーラップ、国内流通終了）、アリピプラゾール（エビリファイ）、リスペリドン（リスパダール）の適応には、小児期の自閉症スペクトラム障害に伴う易刺激性があり、日本の医薬品添文書には、漫然と長期に投与しないよう注意書きが書かれている。
研究レベルではオキシトシンが効果があったとの研究もあるが、臨床での使用はまだ認められていない。

#### 研究事例
オキシトシンを放出するMDMAが注目されており、継続的な投与を必要としない可能性がある。LSDやシロシビンを用いた過去の臨床試験では、会話技能を快復させる可能性は低いとされたが、他人との接触性を高めることができたと結論付けており、1970年には薬物の規制によって研究は困難となった。後に登場したMDMAには、共感能力を高めるといった作用があり、インターネットが導入される時代となると、英語圏のオンライン・フォーラムにMDMAによって機能の改善が報告されるようになり、臨床試験の実施につながっていった。
リスペリドンと抗生物質ミノサイクリン併用療法の有効性と安全性が示された。より多数で長期試験の結果が待たれる。薬剤耐性菌を生む問題があり感染症においても適正使用が言われ、感染症でもない状況での抗生物質の不適切使用は戒められる。出生前のバルプロ酸曝露によって自閉症のモデル生物を作成した研究では、その自閉症様行動がミノサイクリン投与で減衰したとされる。
アフリカ睡眠病治療薬として開発された、スラミンなども自閉症向けに研究されている。

### 代替療法
飯田医院等の一部医師により漢方薬での治療が試みられており、証にあわせた漢方を処方し、一定の成果を出している。大柴胡湯の処方例が示されている。中国の中医学では、中医儿科杂志等の研究組織が弁証論治別に分別し、中薬で出すべき生薬を示している。
鍼治療による治療もあり、特に中国、アメリカにおいて診療で試みられている。言語能力の改善対する治療効果や、社会適応能力が向上したという発表もある。一方、中国四川大学の調査では自閉症への効果は不明とされている。

## 歴史

### 病気の発見（認知）の歴史的変遷
元々は統合失調症（当時は精神分裂病と呼称）の患者に見られた「対人交渉が失われ、自分自身だけの世界に生きている。」という状態が自閉症と呼ばれていたが、これは発達障害の自閉症と直接は関係がない。
発達障害の自閉症については1933年に、アメリカの精神科医ハリー・スタック・サリヴァンが知的能力の低下を伴わない、乳児期より持続する対人機能障害について「精神病質の幼児psychopathic child」を初めて記載する。
次いで、アメリカのジョンズ・ホプキンス大学の児童精神科医であるレオ・カナー（Leo Kanner）が「自閉的な早期幼児」について1943年に報告した。カナーは、「聡明な容貌・常同行動・高い記憶力・機械操作の愛好」などを特徴とする一群の幼児に対し、それまであった統合失調症の「自閉症」（オーティズム）という言葉を使用し、自閉症を統合失調が幼児期に発症したものと考えた。このため統合失調症の自閉症と区別する際は「小児（幼児）自閉症」と呼ばれることもあった。
カナーは、統合失調症を分類したクレペリンが統合失調を痴呆症が早期に発症したものという考えであったように、最後まで遺伝的なものと認識していた。カナーの報告した子供たちは、現在の低機能自閉症に当たるとされる。なお、カナーは自閉症の研究で自説に反する新事実が発見されると、自説の誤りを認識し訂正していった。
翌年の1944年、オーストリアのウィーン大学の小児科医ハンス・アスペルガーが、カナーの報告よりも一見軽度ではあるが、共通点がある一群の子供たちのことを報告した（両者に交流はない）。当時ヨーロッパは大戦中であり、オーストリアは敗戦国側であったため、この報告は戦勝国側では1980年代まで脚光を浴びることはなかった。アスペルガーの報告した子供たちは、現在の高機能自閉症に当たるとされる。
なお、アスペルガー本人は後にカナーの論文を知った際、症例が似ているところと違うところがある点について「同じ物の重症（カナーの患者たち）と軽症（自分の見た患者たち）の違いではないか」と考えた。

### 原因の発見の歴史的変遷
カナーの報告から1960年代ごろまで、精神分析家のブルーノ・ベッテルハイムらにより後天的原因説（「冷蔵庫マザー」理論）が唱えられていた。
1960年代後半、イギリスのモズレー病院のマイケル・ラターによって、自閉症は先天性の脳障害だという説が発表され、自閉症の学界はコペルニクス的転回を迎えることになった。現在でも自閉症の原因は諸説あるが、現在主流の説はラターの説が元となっている。日本では1980年代頃まで、（専門家を除き）心理的なストレスによって自閉症になる（本当は場面緘黙症）と信じられていた。

### 分類の歴史的変遷
アスペルガーの死去の翌年の1981年に、自身にも自閉症の娘がいるモズレー病院の医師ローナ・ウィングが、英語圏ではほとんど忘れられていたアスペルガーの論文を英訳して再発表し、高機能自閉症の存在を広く知らせた。それまでのイギリスでは知的障害のある自閉症児にしか福祉の手が差し伸べられていなかったのであるが、自閉症の本質は知的障害や言語障害ではなく対人関係の障害であるため、高機能自閉症も支援の対象にするべきだとの考えである。

### 診断の歴史的変遷
カナーは自閉症を統合失調症の幼児版であると考え、「小児分裂病」とも呼んだ。
ラターによる脳障害説以降、自閉症と統合失調症はまったく違う障害であることが分かってくる。

### 治療の歴史的変遷
カナー、ベッテルハイムにより唱えられた後天的原因説によって、各地の治療施設では、虐待によって発症したのならばその逆をやればよいとの考えのもと、「絶対受容」という治療方針が取られたが、あまり治療効果はなく、むしろ成年以降の社会適応が困難になったといわれる。ベッテルハイム自身も障害児の入所施設の所長であったが、入所児童への虐待やデータ捏造などがあったという疑惑がある。なお、ベッテルハイムはのちに自殺した。
アメリカの精神分析のメッカであるカール・メニンガー病院では、一時期自閉症も精神分析治療の対象としたが、精神分析が自閉症に効果がないと判明すると、潔く自閉症部門を閉鎖した。このように精神分析や受容療法などの試みが一時期脚光を浴びたが、あまり効果がないと次第に分かってきた。

## 社会と文化
自閉症の文化が生まれ、それに伴って自閉症の権利と神経多様性の運動が生じている。また、イベントには、世界自閉症啓発デー、自閉症日曜、自閉プライドデー、オートラットなどがある。自閉症の啓発を目的とした団体には、Autism Speaks、Autism National Committee、Autism Society of Americaなどがある。社会科学の研究者たちは、「文化としての自閉症、異文化比較......そして、社会運動の研究」についてより多くのことを知りたいと思い、自閉症の人を研究している。ほとんどの自閉症の人には十分な技能がありませんが、多くの人は自分の分野で成功している。

### 自閉症権利運動
自閉症の権利運動は障害者の権利という文脈の中での社会運動であり、神経多様性の概念を強調し、自閉症スペクトラムを治癒すべき障害ではなく、人間の脳の自然な変化の結果として見るものである。自閉症の権利運動は自閉症の行動をもっと受け入れることを提唱している。自閉症でない人の行動を模倣することよりも、対処技術に重点を置いた治療法や自閉症コミュニティのマイノリティ集団としての認識を持つことを勧めている。自閉症や神経多様性の擁護者は、自閉症のスペクトラムは遺伝的なものであり、ヒトゲノムによる自然な表現として受け入れられるべきだと考えている。この見方は、自閉症は遺伝的欠陥によって引き起こされ、自閉症の遺伝子を標的にすることによって対処されるべきであるという医学的な見方と、自閉症はワクチンのような環境要因によって引き起こされるという一部の理論とは異なる。自閉症の活動家に対する一般的な批判は、彼らの大多数が「高機能」かアスペルガー症候群であり、「低機能」自閉症の人々の見解を代表していないことである。

### 支援

#### 聴覚過敏
自閉症者は聴覚過敏を持つものが優位に多いことが知られており、自閉症患者支援団体などからはモスキート音発生装置の使用禁止など、音声刺激を和らげる社会が求められている。それに応える形でクワイエット・アワーなどの取り組みが行われている。

### 雇用
自閉症の約半数は無職で、大学院卒の場合は1/3が無職であろうとされている。仕事を見つけた自閉症者の多くは、国の最低賃金を下回る賃金で働いている保護施設で雇用されている。雇用主は生産性と監督に関する雇用の懸念を述べているが、自閉症を多く雇ってきた経験豊富な雇用主は、平均以上の記憶力とかなり細かいことにまで注力することについて肯定的な報告をしており、自閉症の従業員の規則と手順を高く評価している。自閉症の経済的負担の大部分は、労働市場における収入の減少に起因している。また自閉症児を養育する親の所得が減少しているという研究もある。

### 犯罪
近藤日出夫と渕上康幸は、自閉症性スペクトル指数（AQ）を用いて、少年鑑別所入所者の多くが自閉症スペクトラムの診断基準を満たしていることを発見した。2006年に発表された研究によると、自閉症スペクトラムと診断された人々は刑事事件を起こしやすいことが指摘されている。また、性犯罪者の多くが自閉症スペクトラムの診断を受けているという指摘もある。2016年に発表された研究報告書では、自閉症スペクトラム傾向の人は、失感情症の感情理解の困難が加わることで、他人の表出しない意図を読み取りづらくなり、その結果、問題が生じ時には、粗暴行為を触発する特性攻撃性を活性化することが指摘されている。

### 日本での社会的影響

#### 病気概念への誤解と偏見
「自閉症」の語感から、内気な性格やひきこもりに至るような精神状態、またはうつ病を含んでいるように思われ、しばしば混同されることもあるが、これは自閉症に対する誤った認識である。
今でも一部の創作作品などで「自閉症」を誤用したり、また「後天的な自閉症」の存在をほのめかしたりする間違った描写がされる場合がある。
- 上野千鶴子の著書
  - 著書『マザコン少年の末路』(1986年) で「自閉症や登校拒否症は母親が甘やかして育てたことが原因で、自立心を失ったマザコン」といった趣旨の記述をして、当事者団体から抗議を受けた。その後この著書は絶版処置が取られている[121][122]。一方で「昔の発言には責任をとらない」と言明している[123]。
- ロックバンド黒夢の曲、『autism-自閉症-』[注釈 5]。
  - 「自閉症」という言葉の意味を歌詞内で取り違えていたことにより、自閉症協会から抗議を受け、曲自体が絶版となる。ただし、この曲は自閉症患者のことを歌ったものではなく、当時のレコード会社を批判した歌である。
- 大阪市の「家庭教育支援条例案」
  - 2012年5月、大阪市では大阪維新の会の中の一部の市議が提案した「家庭教育支援条例案」の素案には、児童虐待や非行などを「発達障害」と関連させ、親の愛情不足に起因しているかのように記載されていた。この素案に対し、発達障害の子を持つ保護者らの13団体が議会を訪れ提案中止を要望した。また、大阪維新の会代表である橋下徹は、同条例案を「科学的ではない」とした上で[124]、「発達障害の子どもを抱えているお母さんに愛情欠如と宣言するに等しい」と苦言を呈し、発案市議グループに内容の見直しを求めた。これを受け、市議団は5月議会での同条例提案の見送りを決めた[125]。
- クイズ番組
  - 2012年5月14日に放送されたテレビ朝日のクイズ番組・『クイズプレゼンバラエティー Qさま!!』において、ここ10年で患者数が増えている病気についての問題が出題された。その正答の一つとして自閉症が挙げられ、さらに、男性が頭を抱えながら落ち込んでいる様子を映した絵図が放送された。番組放送中に視聴者などからの指摘が多数寄せられたため、同局は番組公式サイト上に訂正・お詫び文を掲載した（現在は削除）[126]。
- 一条ゆかりのマンガ
  - 『ロマンチックください』(1990) には、内気な女子高生に対して校医が「これで登校拒否にでもなってだな そうなるとあのタイプだと自閉症になるよなあ きっと」(P.57) と評するセリフがあり、ひきこもりやうつ病との混同が見られる。

#### 福祉制度
日本では2005年に発達障害者支援法が施行されるなど、高機能自閉症患者に対する福祉の整備が進められている。“発達障害者福祉手帳”という障害者福祉手帳は存在しないので、低機能自閉症者に対しては知的障害者として療育手帳が、高機能自閉症者には精神障害者として精神障害者保健福祉手帳の取得が認められる。
低機能自閉症では「知的障害」、高機能自閉症では「精神障害」として障害年金の受給が認められる場合もある。高機能自閉症では、手帳（精神障害者福祉手帳）の等級は3級程度であり、就業が可能なら障害年金の受給は認められない。就業ができない、または難しい場合（理解ある良心的な職場に運よく就業することができたという場合）でも、3級の認定を受けていると、障害基礎年金の受給資格からは除外される。この除外の廃止は、今後の課題と言える。
高機能自閉症はほかの発達障害者と違って、療育手帳の普及率も高いという。障害者更生相談所ではB2程度の申請ができる。
低機能自閉症はB1程度が半数あまりを占めているが、状態がさらに酷ければA又はA2・A1程度の申請ができる。

## 関連人物
- バーナード・リムランド（アメリカ自閉症協会創立者）
- テンプル・グランディン（アメリカの動物学者）